# Glänsande frylegräsmal
Glänsande frylegräsmal, Elachista gleichenella är en fjärilsart som först beskrevs av Johan Christian Fabricius 1781. Enligt Catalogue of Life är det vetenskapliga namnet istället Elachista magnificella beskriven med det namnet av Johan Martin Jacob af Tengström 1847. Glänsande frylegräsmal ingår i släktet Elachista, och familjen gräsmalar. Arten är reproducerande i Sverige. Inga underarter finns listade i Catalogue of Life.

## Bildgalleri

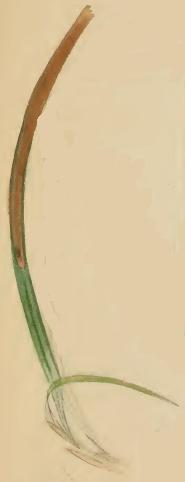
Mina på strå av Stjärnstarr
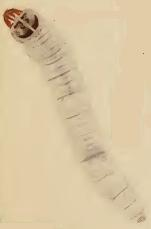
Larv av Glänsande frylegräsmal
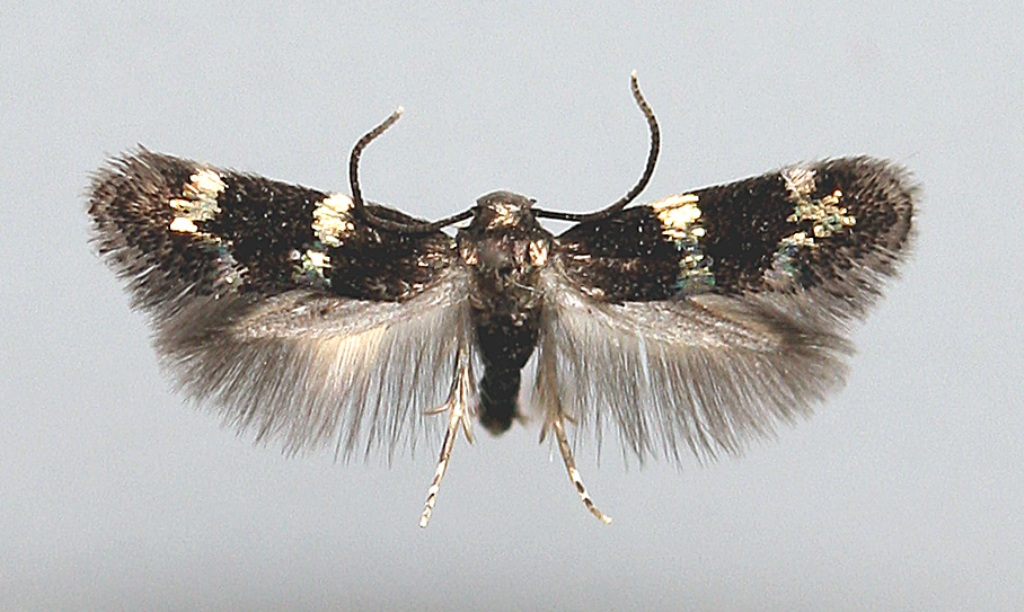
Insamlat exenplar av Glänsande frylegräsmal